# Ctenanthe dasycarpa
Ctenanthe dasycarpa là một loài thực vật có hoa trong họ Marantaceae. Loài này được (Donn.Sm.) K.Schum. mô tả khoa học đầu tiên năm 1902.